# Balaton
Balaton (česky též Blatenské jezero) je jezero v župách Somogy, Veszprém a Zala v Maďarsku v Dunajské rovině. Je to největší jezero ve střední Evropě, právě pro jeho velikost se mu v maďarštině říká také Magyar tenger – Maďarské moře. Patří podle typu mezi takzvaná stepní jezera, která se nacházejí v celé Eurasii.

## Název
Název jezera pochází ze slovanského výrazu blato – bažina. Byl přejat do maďarštiny a jako jedno z mála místních jezer nemá koncovku -tó, označující právě souvislou vodní plochu. Maďaři jej familiárně označují jako Balcsi. 
Latinský název pro Balaton zněl lacus Pelsodis nebo jen Pelso, což označuje mělké jezero.
Německý název pro jezero je Plattensee. Je nepravděpodobné, že bylo toto jméno dáno pro nízkou hloubku jezera, neboť přídavné jméno platt je přejato z řečtiny odkud se do němčiny dostalo v 17. století přes francouzštinu. Pozoruhodné je také to, že průměrná hloubka Balatonu (3,2 m) není pro tuto oblast nikterak určující, Neziderské jezero je ještě mělčí.

## Historie
Základ geologického podloží Balatonu tvoří mezozoické sedimenty, avšak samotné jezero není starší 15 000 let, kdy se začala větrnou erozí a tektonickými posuvy tvořit malá jezírka, která se postupně propojovala a přibližně před 10 000 lety mělo nově vzniklé jezero o třetinu větší rozlohu než dnes. Je velmi intenzivně zanášen materiálem neseným větrem a vodními přítoky. Již dnes tvoří sedimenty na dně 6–10 metrů mocnou vrstvu, a pokud by nebyl každoročně bagrován,[zdroj?] za několik málo tisíc let by se zanesl úplně.
V lednu 846 začal kníže Pribina stavět pevnost jako sídlo své moci a několik kostelů v oblasti Balatonu, na území dnešního Zalaváru obklopeného lesy a bažinami podél řeky Zaly. Jeho dobře opevněný hrad a hlavní město Dolnopanonského knížectví se stal známým jako Blatnohrad nebo Moosburg (doslova „Pevnost bažin“) a představoval obranný prvek proti Bulharům.
Během válek mezi Habsburky a Turky sloužilo po nějakou dobu jako přirozená hranice mezi oběma impérii (Habsburkové kontrolovali severní a Turci jižní břeh).
Hladina jezera klesá a jeho rozloha se od 18. století (kdy bylo zdokumentováno na mapě prvního vojenského mapování) do jisté míry zmenšila. Jezero pokračovalo ještě na svém západním okraji (do prostoru, kde dnes leží jezero Feneki-tó. Rovněž se západně od Hévízu rozkládá Malý Balaton (maďarsky Kis Balaton). V roce 1776 provedl detailní průzkum pobřeží Sámuel Krieger a zanesl jej mapy. Kromě pevných břehů na mnoha místech jezero přecházelo v močály a bažiny. Ty byly postupem času vysušeny.

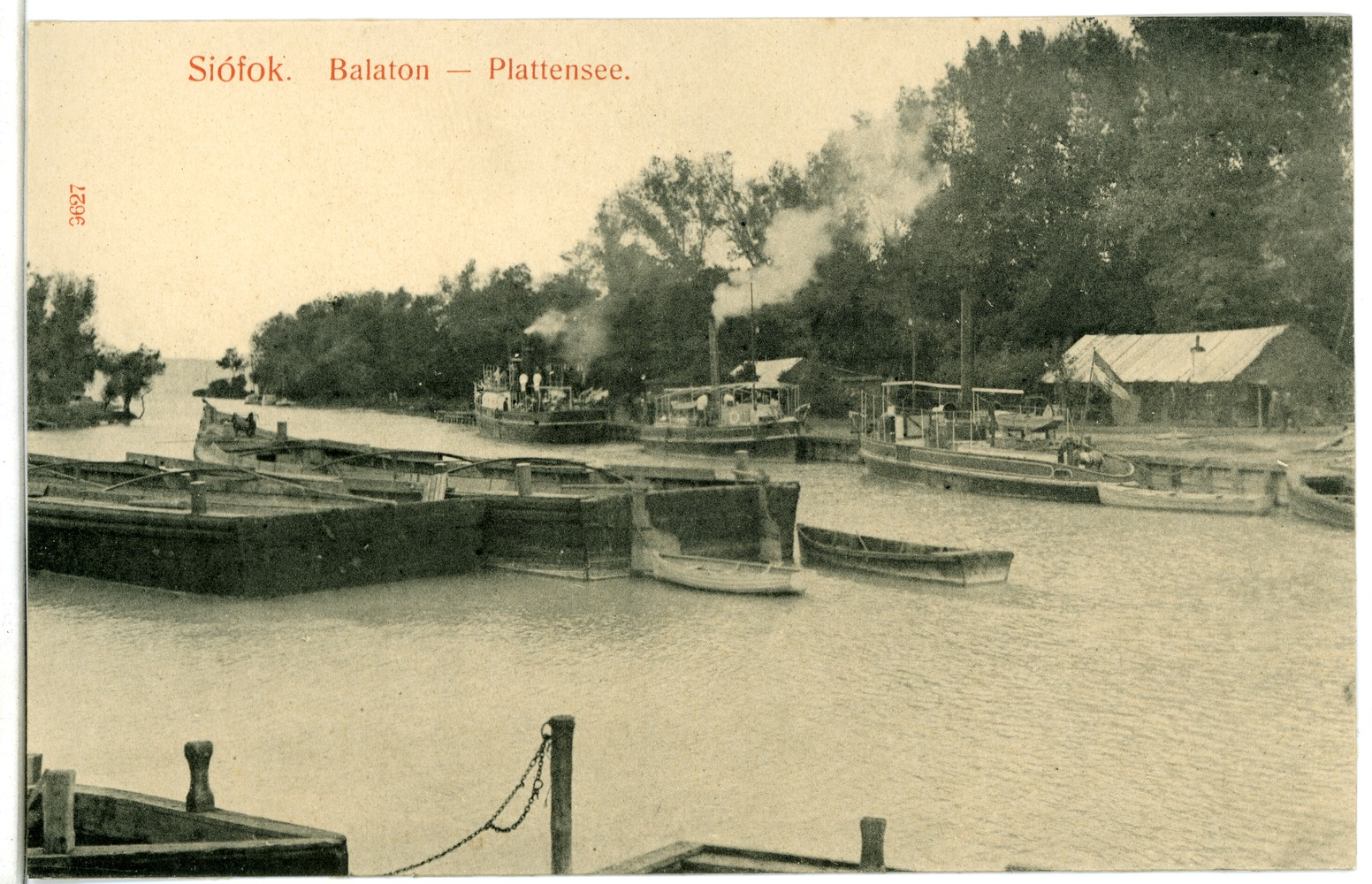
Břehy jezera na počátku 20. století

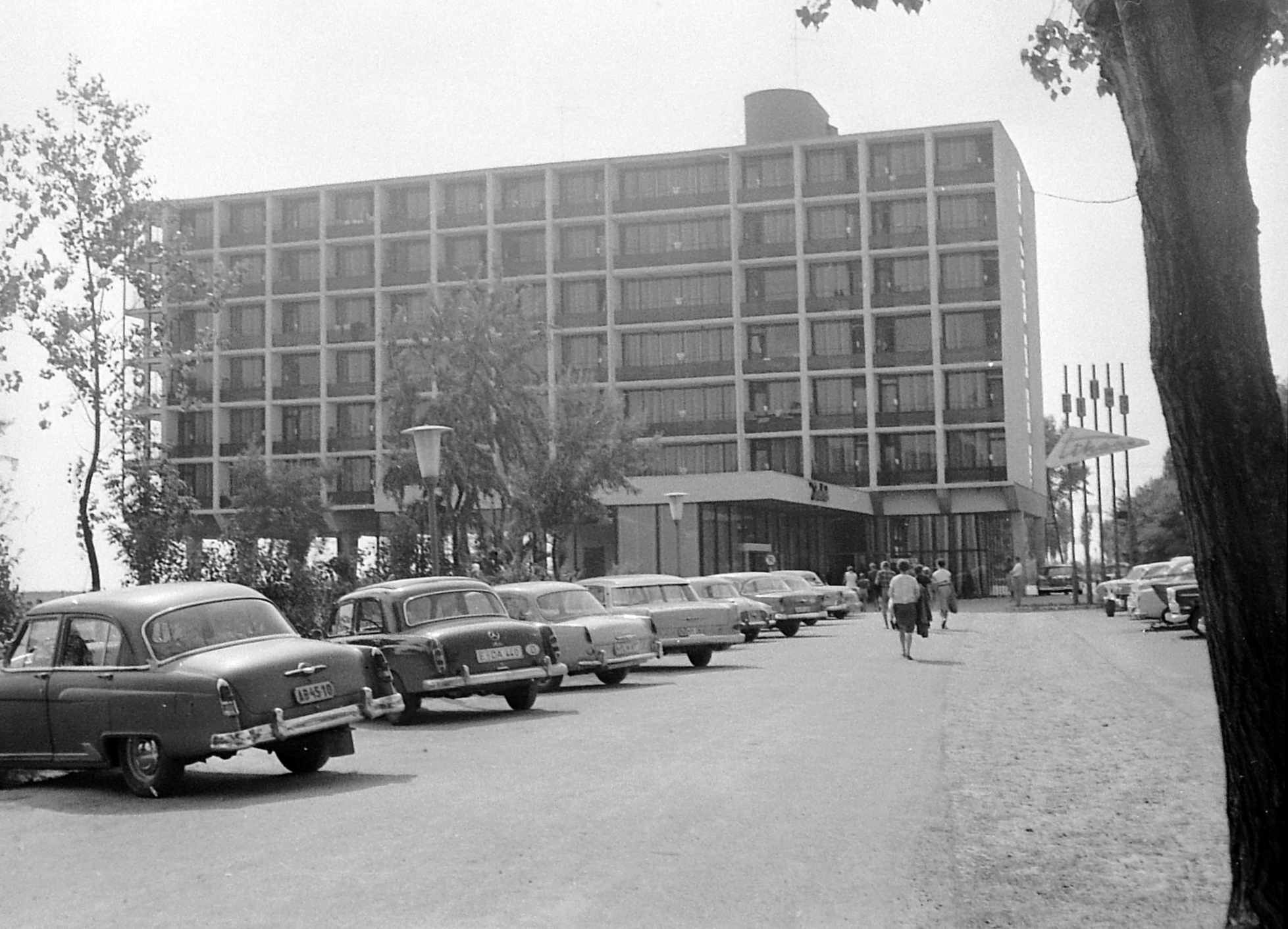
Hotel Tihany v roce 1963.

Na přelomu 19. a 20. století se Balaton stal atraktivní destinací pro maďarské umělce ale také průmyslníky a společenskou smetánku. Vlastníci pozemků propagovali lokalitu k společenskému rozvoji mimo jiné proto, že choroba s názvem phylloxera zničila jejich vinice a potřebovali tak nový zdroj příjmů. Začaly vznikat základy pro dnešní letoviska. V témže době se stal i střediskem výzkumu maďarských biologů, geologů, hydrologů a dalších vědců, což vedlo k tomu, že na jeho břehu byl v roce 1927 postaven první biologický výzkumný ústav v zemi. V roce 1909 dosáhl severního pobřeží vlak a u jižního již roku 1861.
Poslední velká německá ofenzíva druhé světové války, operace Frühlingserwachen, probíhala v březnu 1945 v prostoru jezera. Občas bývá označována i právě podle jezera Balatonu. Skončila neúspěchem pro německé vojsko a vítězstvím Rudé armády. 
Během 60. a 70. let 20. století se Balaton stal díky soustředěnému úsilí maďarské vlády hlavní turistickou destinací, což vedlo k tomu, že počet hostů v místních hotelech a kempech vzrostl ze 700 000 v červenci 1965 na dva miliony o deset let později. Víkendoví návštěvníci regionu, vč. desetitisíce z Budapešti, dosáhl do roku 1975 počtu více než 600 000. V jednotlivých městech na pobřeží byla budována nová infrastruktura (např. rozsáhlé vícepatrové hotely) a postaveny nové komunikace, např. dálnice z Budapešti. Velký počet návštěvníků umožnil především fakt, že se zde konaly závodní dovolené velkých maďarských zaměstnavatelů. Místo bylo oblíbené i u turistů z dalších zemí východního bloku, např. z ČSSR, ale i východního Německa. Cestovali sem také i Němci z bývalého Německa západního, což vedlo často k tomu, že se zde setkávaly rozdělené rodiny.
V 90. letech 20. století přestala být ve východní Evropě destinace atraktivní z důvodu nabídky jiných lokalit, především na mořském pobřeží. Situace se měnila až po modernizaci infrastruktury a zlepšení nabídky služeb na břehu jezera. 
V roce 2007 byl vyhlášen Národní park Balaton. 
V roce 2023 byl u jezera otevřen závodní okruh.

## Zeměpisné podmínky
Rozkládá se v kotlině tektonického původu, která se táhne podél jihovýchodního úpatí pohoří Bakoňský les. Má rozlohu 596 km², délku 78 km a maximální šířku 12 km. Leží v nadmořské výšce 105 m. Průměrná hloubka je 3 m a maxima dosahuje 11 m. Dno jezera dosahuje největší hloubky v prostoru u jižního pobřeží. 
Jezero vzniklo větrnou erozí a následnou deflací (větrným odnosem materiálu).

## Vodní režim
Povodí Balatonu má rozlohu 5180 km2, množství vody se pohybuje okolo 1,8 × 109 m3 a obmění se přibližně za 2,2 roky. Výška hladiny byla roku 1976 při stavbě siófokského přístavu upravena a ustálena na přibližně 104 m n. m. Balaton je známý svou klidnou hladinou, avšak při bouřkách či dlouhotrvajícím rychlém větru se vlny objeví velmi rychle a do ohromných velikostí. 
Nejvyšší jsou, pokud vítr fouká z jihozápadního směru. Nejvyšší dosud naměřené měly výšku 1,82 m u břehu a 1,95 m uprostřed jezera, přičemž délka jedné se pohybovala pouze mezi 2–12 m. Je třeba dvou hodin po uklidnění větru, aby se hladina navrátila do původního klidu. 
Slapové jevy jsou patrné pouze v západovýchodním směru. Nejvyšší naměřené se vyskytly 14. května 1962, kdy na západě klesla hladina o 45 cm a na východě stoupla o celých 52 cm. Proudění probíhá u hladiny jezera od severního pobřeží k jižnímu a u dna pak ve směru opačném. V místě zúženiny u Tihanyského poloostrova dosahuje rychlost těchto proudů běžně i 2 m/s. V případě přetrvávajícího severního větru je možný i severo-jižní pohyb vodní masy: dosud největší naměřený příklad představuje rozdíl hladiny, kdy v Alsóörs poklesla o 52,7 cm a v Siófoku se zvýšila o 37,5 cm.
Proudy vanou z východu na západ při hladině a při dně opačným směrem.

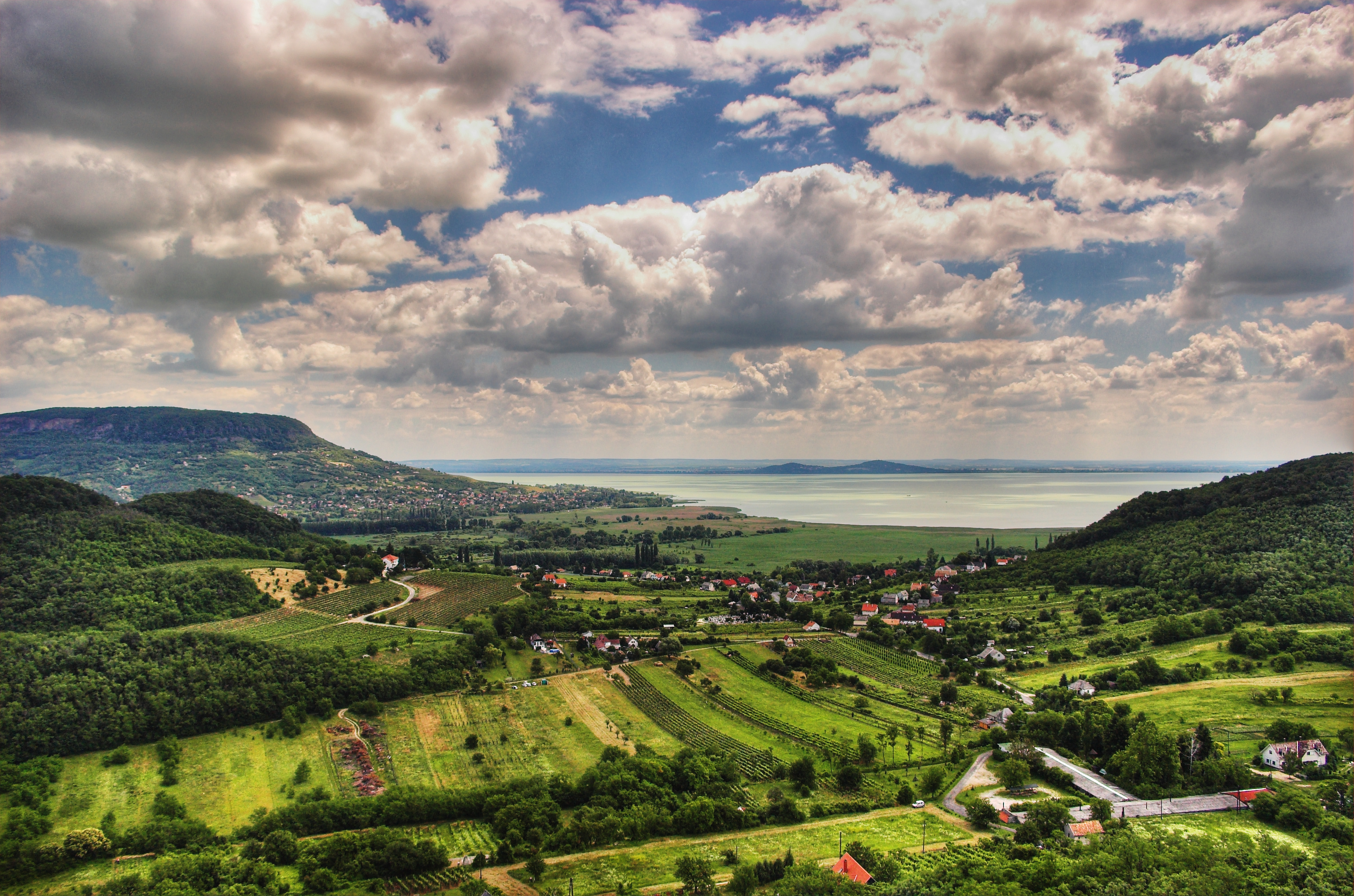
Balaton

Do Balatonu ústí mnoho krátkých řek. Největším přítokem je Zala přitékající na jihozápadě z Kis-Balatonu. Odtok je zajištěn přes umělý kanál Sió do řeky téhož jména (v Siófoku), která je spojená s Dunajem. Jezero je pravidelně zanášeno velkým množstvím sedimentů z řeky Zaly, které na jeho dně vytvořily až desetimetrovou vrstvu. Hladina jezera dlouhodobě klesá a zhoršuje se rovněž i kvalita vody. Podle nejčernějších předpovědí by okolo roku 2040 nebylo jezero ke koupání vhodné.

### Mikroklima Balatonu
Mikroklima balatonského pobřeží se díky severojižnímu natočení, převládajícím jihozápadním větrům, kontinentálnímu okolí a vodní hladině odrážející sluneční záření podobá mediterránnímu. Roční množství slunných hodin se pohybuje okolo dvou tisíc, přičemž nejteplejšími měsíci jsou červen, červenec a srpen, nejslunnějším měsícem je červen a nejméně srážek dopadá v srpnu a září. Výrazně je díky vodní mase stahována teplotní amplituda jak denní, tak i roční. Ke konci léta se však teplota vody pohybuje okolo 28 °C (měří se v hloubce 1 m poblíž města Siófok). O trochu častěji zde také prší, než je tomu v okolní krajině.
Většinu zim Balaton zamrzá, vrstva ledu se pak pohybuje mezi 20–30 cm. Předpokládá se, že počet dní kdy je břeh jezera pokryt ledem, bude v souvislosti se změnami klimatu setrvale klesat. 
Větry nad Balatonem povětšinou vanou z jihu, západu, severozápadu, nebo severu. Z jihozápadu přicházejí pouze ne příliš časté bouřky. Nejsilnější vítr byl zaznamenán dne 13. července 1961. a to 129,6 km/h.

### Pobřeží
Pobřeží pod pohoří Bakoňského lesa je prudké a vysoké, místy členité (poloostrov Tihany) a je porostlé lesy. Na severním břehu se nacházejí vinice (Badacsony). Zbývající pobřeží je naopak nízké a často bažinaté. Délka pobřeží je asi 200 km.

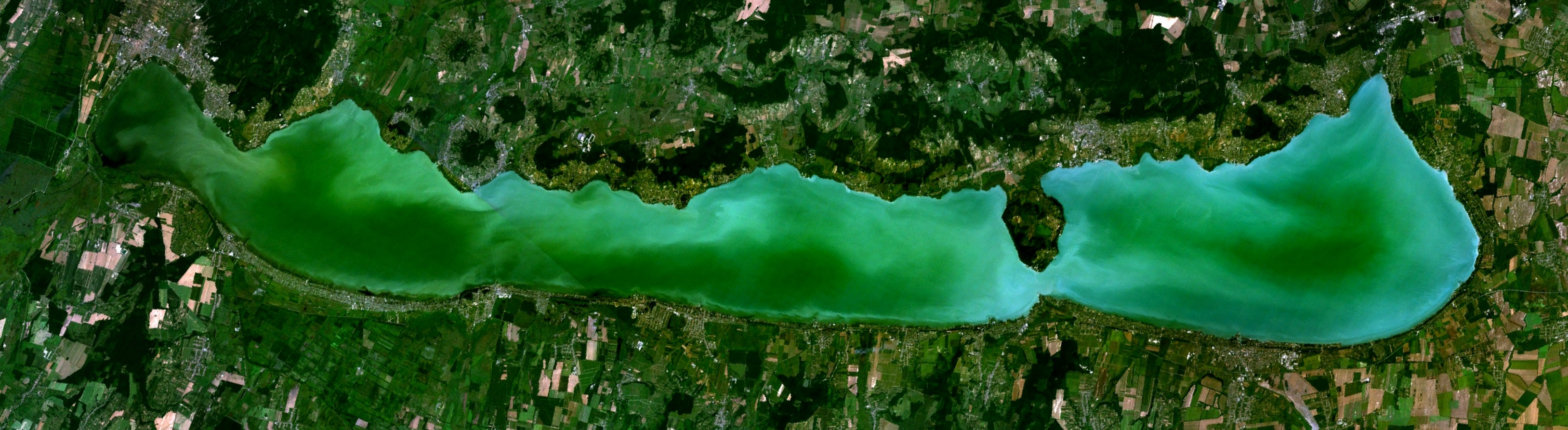
Satelitní snímek Balatonu

## Využití
Pobřeží jezera je nejdůležitější lázeňskou oblastí a po Budapešti druhým nejoblíbenějším cílem turistů v Maďarsku. Jsou zde minerální a termální prameny. Na jezeře je rozvinuto rybářství.

### Koupání
Jelikož je Balaton poměrně mělký, prohřívá se rovnoměrně až do dna. Letní teplota vody je 20–27 °C. Zvláště jižní strana jezera je výhodná pro koupání rodiny s dětmi, neboť až ve vzdálenosti 300–500 metrů od břehu dosahuje hloubka vody 2 m. Na severním pobřeží je tato hranice místy již na 10–20 metrech od břehu, navíc je téměř celé zarostlé rákosem.

### Vodní sporty
Velká vodní plocha jezera je vhodná pro jachting. První klub jachtařů tu byl založen v roce 1867 v Balatonfüredu.
Téměř ve všech částech jezera je povolen sportovní rybolov. Nejčastěji lovené ryby jsou candáti, sumci, štiky, boleni, a kapři.

## Doprava
Je prokázáno, že již Římané využívali jezero k vodní dopravě. První parník byl na jezero spuštěn v roce 1846. V dnešní podobě byla lodní doprava obnovena po druhé světové válce. V rekreačních místech jako jsou např. Siófok a další byla vybudována přístaviště.
Jezero neslouží pro dopravu nákladní, pouze pro osobní a rekreační dopravu. Jihozápadně od města Balatonfüred se nachází loděnice. Koná se zde pravidelný závod Blue Ribbon Regatta.
Jako významná destinace z hlediska turistiky je dostupné po železnici i po dálnici. Po jižním břehu jezera prochází přirozená mezinárodní spojnice Budapešti ze Záhřebem, prochází tudy silnice celostátního významu č. 7 a dálnice M7. Dále po jižním břehu vede i bývalá uherská Jižní dráha, dnes několik elektrifikovaných tratí. Ty slouží nejen pro dopravu dálkovou, ale také pro obsluhu resortů na břehu jezera, které obklopují značnou část jeho břehu. 
Mezinárodní letiště Sármellék zajišťuje leteckou dopravu na Balaton (ačkoli většina služeb je pouze sezónní).

### Města a obce na pobřeží

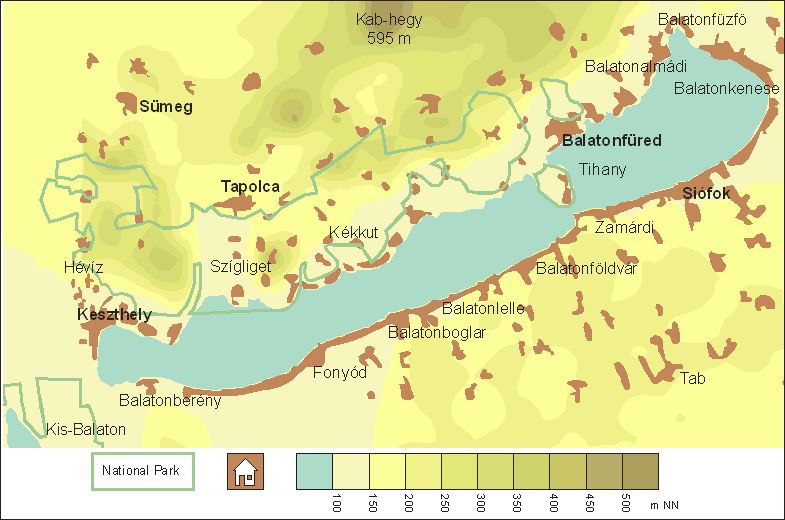
Balaton

Na pobřežích Balatonu se nenachází žádné velké město (nejbližší Veszprém leží několik kilometrů severně od jeho pobřeží). 
- Severní pobřeží od východu na západ: Balatonkenese – Balatonfűzfő – Balatonalmádi – Alsóörs – Paloznak – Csopak – Balatonfüred – Tihany – Aszófő – Örvényes – Balatonudvari – Fövenyes – Balatonakali – Zánka – Balatonszepezd – Révfülöp – Pálköve – Balatonrendes – Ábrahámhegy – Badacsonytomaj – Badacsonytördemic – Szigliget – Balatonederics – Balatongyörök – Vonyarcvashegy – Gyenesdiás – Keszthely

- Jižní pobřeží od východu na západ: Balatonakarattya – Balatonaliga – Balatonvilágos – Sóstó – Szabadifürdo – Siófok – Széplak – Zamárdi – Szántód – Balatonföldvár – Balatonszárszó – Balatonszemes – Balatonlelle – Balatonboglár – Fonyód – Bélatelep – Balatonfenyves – Balatonmáriafürdő – Balatonkeresztúr – Balatonberény – Fenékpuszta (Balatonszentgyörgy)

## Flóra a fauna
Jezero a jeho okolí hostí mnoho vzácných i chráněných převážně teplomilných rostlinných a živočišných druhů.

### Flóra
Na jižních, slunci vystavených svazích severního břehu rostou mandloně, roubované fíkovníky a pěstují se zde také granátovníky. Na strmých svazích tabulové hory Badacsony se pěstuje vinná réva. Výhodu severního hornatého pobřeží na pěstování vinné révy objevili už Římané a tato tradice se zde zachovala dodnes. Pocházejí odsud ta nejsladší a nejkvalitnější maďarská vína a to především bílé odrůdy. 

### Fauna
V jezeře žije více než padesát druhů ryb, přičemž králem zdejších vod je nazýván candát. Kromě něj převažují úhoři, amuři, cejni, cejnci, štiky, karasi, kapři, líni a sumci. Z 250 druhů ptáků je 27 zvláště chráněných. Jsou to např. kalous ušatý, čáp černý, datel černý, kormorán velký a různé druhy volavek a kolpíků.
V jezeře žije asi 1000 různých druhů hmyzu. Za zmínku stojí přibližný počet 800 druhů motýlů.